# Огонув (Опольське воєводство)
Огонув (пол. Ogonów, нім. Ogen) — село в Польщі, у гміні Каменник Ниського повіту Опольського воєводства.
Населення — 48 осіб (2011).
У 1975-1998 роках село належало до Опольського воєводства.

## Демографія
Демографічна структура станом на 31 березня 2011 року:
|          | Загалом | Допрацездатний вік | Працездатний вік | Постпрацездатний вік |
| -------- | ------- | ------------------ | ---------------- | -------------------- |
| Чоловіки | 25      | 9                  | 13               | 3                    |
| Жінки    | 23      | 4                  | 14               | 5                    |
| Разом    | 48      | 13                 | 27               | 8                    |